# إريك لافين
إريك لافين (بالإنجليزية: Eric Lavine)‏ هو لاعب كرة قدم باربادوسي في مركز الهجوم، ولد في 21 يناير 1971 في بريدج تاون في باربادوس. شارك مع منتخب باربادوس لكرة القدم. أما مع النوادي، فقد لعب مع لونغفورد تاون ‏.

## وصلات خارجية
- إريك لافين على موقع قاعدة بيانات كرة القدم.إي يو (الإنجليزية)
- إريك لافين على موقع ناشيونال فوتبول تيمز (الإنجليزية)